# فرنانة
فرنانة إحدى مدن الجمهورية التونسية، تقع في ولاية جندوبة في إقليم الشمال الغربي.
فرنانة معتمدية تابعة لولاية جندوبة تقع بالشمال الغربي بالجمهورية التونسية على قرابة 30 كيلومترا جنوب طبرقة.
يعيش فيها قرابة 3206 من السكان حسب إحصائيات سنة 2014.
يحتفل أهالي فرنانة كلّ سنة بمهرجان المسرح التّلمذي ويعدّ من أعرق المهرجانات التلمذية بجهة الشّمال التّونسي.
تتميز فرنانة بمناخها المعتدل نسبيا نظرا للغابات التي تكسوها ومن أهم الأنشطة في هذه المنطقة هي الفلاحة وخاصة فلاحة التبغ وتشتهر كذلك في كامل الجمهوريّة بأكباشها التي لها صيت عالي. وهي مشهورة بإنتاج الخفّاف الطبيعي.

## التقسيم الترابي
تنقسم فرنانة إلى ثلاثة بلديات وهي فرنانة وبني مطير و الجواودة و أيضا إلى 15 عمادة وهي فرنانة ربيعة سيدي عمار وادي غريب القوايدية بوهرتمة بني مطير هذيل العاذر عين البية قلوب الثيران قلوب الثيران الشمالية الجواودة اولاد مفدة حليمة .

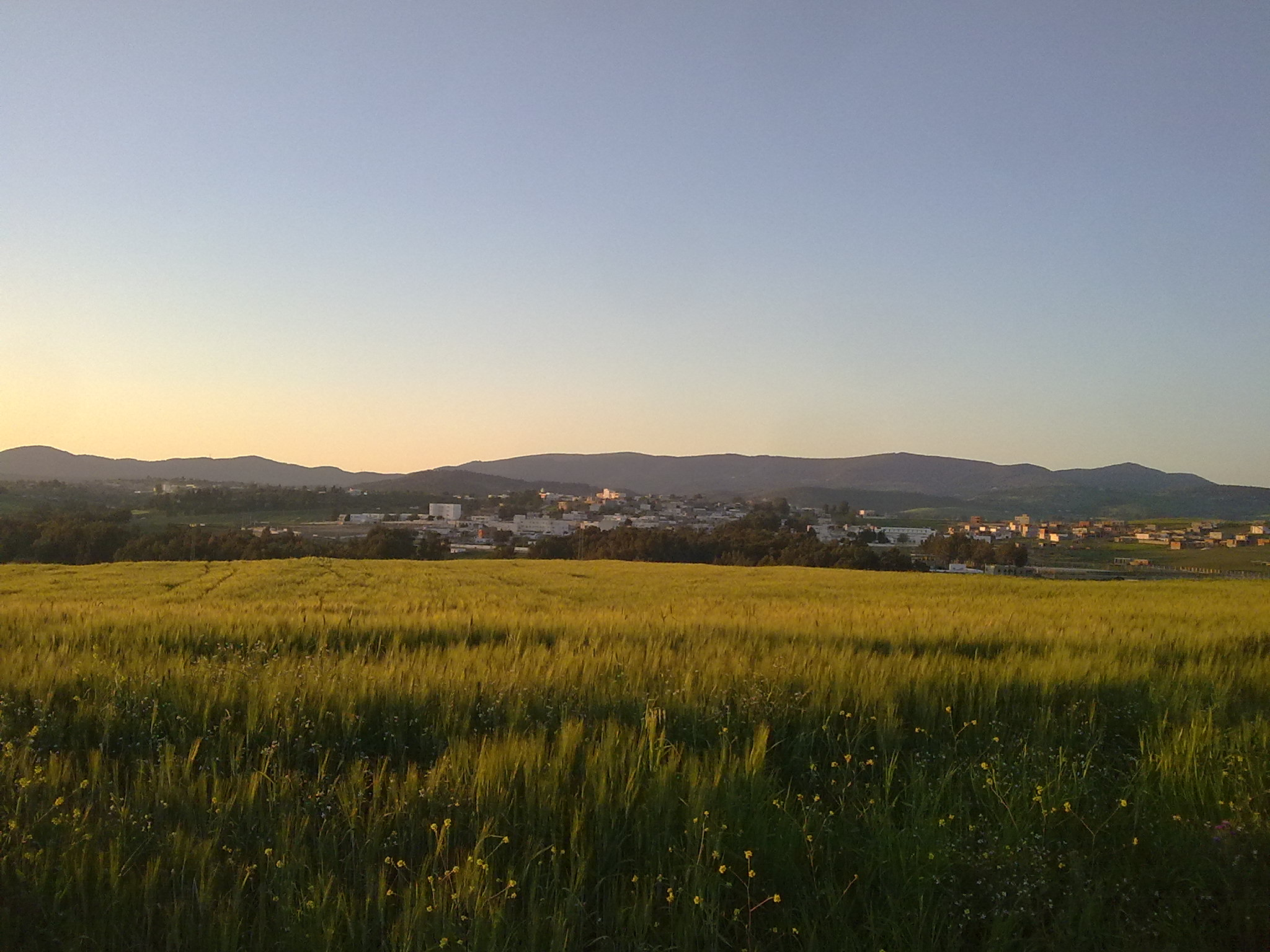